# فوكس كيدز
فوكس كيدز (بالإنجليزية: Fox Kids)‏ قناة تلفزيونية أمريكية للأطفال متخصصة في بث الرسوم المتحركة تم إطلاقها في سبتمبر 1990 وهي تابعة لشبكة فوكس التلفزيونية .

## انتهاء البث
في سبتمبر 2002 انتهى بث فوكس كيدز إلى أجل غير مسمى وبعد ذلك بسنتين تم تغيير اسم العلامة التجارية إلى جيتكس.

## روابط خارجية
- فوكس كيدز على موقع IMDb (الإنجليزية)

- Archive copies of Fox Kids website في أرشيف الإنترنت
  - FOX
- Retrojunk: The Fox Kids Club: The End of An Era
  - Retrojunk: Fox Kids TV Block
- Fox Kids Network في قاعدة بيانات الأفلام على الإنترنت